# فنون الولايات المتحدة المرئية
الفن المرئي للولايات المتحدة أو الفن الأمريكي، فن بصري مُبتكر في الولايات المتحدة أو من قبل فنانين أمريكيين. وُجدت الكثير من التقاليد المزدهرة في الفنون المرئية لشعوب الأمريكيتين الأصلية قبل الاستعمار الإسباني، أما بعده فقد ظهرت عمارة المستعمرات الإسبانية والأساليب الفنية الأخرى المصاحبة لها بسرعة. اعتمد الفن الاستعماري المبكر في الساحل الشرقي للولايات المتحدة بدايةً على فنانين من أوروبا، وكان جون وايت (1540 - 1593) أول مثالٍ على ذلك. رسم الفنانون البورتريه وبعض المناظر الطبيعية في أواخر القرن الثامن عشر وأوائل القرن التاسع عشر، بأسلوبٍ معتمدٍ بشكل أساسيّ على فن المملكة المتحدة. قلّدَ صُنّاع الأثاث والحرفيون الأساليب الإنجليزية في المدن الكبرى، ولكن بقي الفخار المصنوع محليًا في المستعمرات الإنجليزية، ذا فائدةٍ كبيرةٍ حتى القرن التاسع عشر، إلى أن بدأ استيراد المنتجات الفاخرة.
أصبح الأمريكيان: بنجامين ويست وجون سينغلتون كوبلي في أواخر القرن الثامن عشر، الرسامان الأكثر نجاحًا في لندن في مجال الرسم التاريخي، الذي اعتُبر لاحقًا أسمى شكلٍ من أشكال الفن، وأعطيا أول علامة على وجود قوة ناشئة في فنون أوروبا. أصبح الفنانون الأمريكيون الذين بقوا في الوطن أكثر مهارةً، على الرغم من قلة المعرفة بهم في أوروبا. بدأ إنشاء البنى التحتية لتدريب الفنانين في أوائل القرن التاسع عشر، ومنذ عام 1820 بدأت مدرسة نهر هدسون في إنتاج فن التصوير الطبيعي الرومانسي الذي توافق مع الحجم الهائل من المناظر الطبيعية في الولايات المتحدة. زاد الطلب على الفن الوطني بعد الثورة الأمريكية، وخاصةً الرسم التاريخي. ثم ظهر في الريف الأمريكي تطور فني موازي، وهو الحركة الحرفية الأمريكية، التي بدأت كرد فعل على الثورة الصناعية.
ازدهر الفن الأكاديمي على النمط الأوروبي بعد عام 1850، ومع تزايد ثراء الأميركيين، بدأ الفن الأوروبي الجديد والقديم بالتدفق إلى الولايات المتحدة؛ استمر هذا منذ ذلك الحين. وبدأت المتاحف بالافتتاح وعرض هذه الفنون. جاءت التطورات في الفن الحديث في أوروبا إلى الولايات المتحدة من المعارض المقامة في مدينة نيويورك، مثل: معرض الأسلحة أو ما يُسمى بالمعرض الدولي للفن الحديث في عام 1913. حلت نيويورك محل باريس بعد الحرب العالمية الثانية كمركزٍ عالمي للفن. ومنذ ذلك الحين، تشكلت العديد من الحركات الأمريكية المعنية بالفن الحديث وما بعد الحداثة. يغطي الفن في الولايات المتحدة اليوم العديد من الأساليب المختلفة.

## البدايات
قدّم جون وايت (1540 - 1606) أحد أوائل الرسامين الذين زاروا أمريكا البريطانية، أرشيفًا مهمًا من اللوحات المرسومة بالألوان المائية يؤرخ حياة الأمريكيين الأصليين في الولايات المتحدة على الساحل الشرقي (أصبح الآن المتحف البريطاني). زار وايت أمريكا لأول مرة خلال رحلته الاستكشافية كفنانٍ وصانع خرائط، وفي السنوات الأولى من الفترة الاستعمارية، كان معظم الفنانين الآخرين المُدربين على الأساليب الغربية ضباطًا في الجيش والبحرية، وتضمن تدريبهم رسم المناظر الطبيعية. وأخيرًا، نمت المستوطنات الإنجليزية بشكلٍ كبيرٍ كافٍ لدعم الفنانين المحترفين، الذي كان معظمهم من رسامي البورتريه، المعتمدين على التعلم الذاتي إلى حد كبير.
يعد جون سميبرت (1688–1751) من بين أوائل الفنانين المدربين من لندن الذين هاجروا في عام 1728، وكان ينوي أن يصبح أستاذًا للفنون الجميلة، ولكنه أصبح بدلًا من ذلك رسام بورتريه وبائع مطبوعات في بوسطن. وكان صديقه بيتر بيلهام رسامًا وصانعًا للمطبوعات. امتلك كلاهما متاجر خاصة بهم وذلك لحاجتهم إلى مصادر دخل أخرى. ويمكن أن نرى في الوقت نفسه غلبة الفن الديني على الأسلوب الباروكي المتأخر في الأراضي الإسبانية التي أصبحت أمريكية فيما بعد، ابتُكر هذا الفن بمعظمه من قبل الفنانين الأصليين، واستمرت لاحقًا حضارات الأمريكيين الأصليين في إنتاج الفن التابع لتقاليدهم المختلفة.

## القرن الثامن عشر
كانت الدولة الجديدة بحاجة إلى تاريخ جديد بعد إعلان الاستقلال الأميركي في عام 1776، والذي مثّل البداية الرسمية للهوية الوطنية الأمريكية، وتم التعبير عن جزء من هذا التاريخ بصريًا. تتألف معظم الفنون الأمريكية المبكرة (من أواخر القرن الثامن عشر إلى أوائل القرن التاسع عشر) من الرسم التاريخي وخاصةً البورتريه. ومثلما هو الحال في أمريكا المستعمرة، كان العديد من الرسامين المتخصصين في فن البورتريه معتمدين على أسلوب التعلم الذاتي بشكل أساسي؛ ومن أبرزهم: جوزيف بادجر وجون بروستر جونيور ووليام جينيس. قلّد فنانو الدولة الحديثة أسلوب الفن البريطاني، الذي عرفوه من خلال مطبوعات ولوحات المهاجرين الإنجليز المُدرّبين، مثل: جون سميبرت (1688–1751) وجون وولاستون (سنوات نشاطه الفني من 1742 إلى 1775).
حقق روبرت فيك (1707–1752)، وهو رسام غير مُدرّب من الفترة الاستعمارية، أسلوبًا متطورًا مُعتمدًا على أسلوب سميبرت. حصل تشارلز ويلسون بيل على تدريباته الفنية الأولى من خلال دراسته لنسخٍ من اللوحات الأوروبية للرسام جون سميبيرت، ورسم فيما بعد البورتريه للعديد من الشخصيات المهمة في الثورة الأمريكية. كان شقيق بيل الأصغر (جيمس بيل) وأربعة من أبناء بيل -رافائيل بيل ورامبرانت بيل وروبنز بيل وتيتيان بيل- فنانين أيضًا.
رسم فنانون مثل غلبرت ستيوارت بورتريه للمسؤولين الحكوميين المنتخبين حديثًا، والتي أصبحت تعد لاحقًا أيقونية بعد أن أُعيد إنتاجها ووُضعت على طوابع بريدية أمريكية مختلفة في القرن التاسع عشر وأوائل القرن العشرين.
رسم جون سينغلتون كوبلي البورتريه لفئة التجار المزدهرة بشكل متزايد، بما في ذلك بورتريه لبول ريفير (نحو 1768-1770). توجد النسخة الأصلية من لوحاته الأكثر شهرةً، واتسون والقرش (1778)، في مجموعة المعرض الوطني للفنون (واشنطن) بينما توجد نسخة أخرى في متحف الفنون الجميلة في بوسطن والثالثة في معهد ديترويت للفنون.
رسم بنجامين ويست البورتريه بالإضافة إلى لوحات تاريخية للحرب الفرنسية والهندية. عمل أيضًا في لندن وهناك درس العديد من الفنانين الأمريكيين تحت إشرافه، ومنهم: واشنطن ألستون ورالف إيرل وجيمس إيرل وصمويل مورس وتشارلز ويلسون بيل ورامبراندت بيل وغلبرت ستيوارت وجون ترمبل وماثر براون وإدوارد سافاج وتوماس سولي. رسم جون ترمبل مشاهد معركة كبيرة من حرب الاستقلال الأميركية. كان غالبًا الهدف من رسم المناظر الطبيعية في تلك الفترة، هو إظهار مقدار الممتلكات التابعة لشخص ما، أو لاستعمالها كخلفية خلابة للبورتريه.

## القرن التاسع عشر
ظهرت مدرسة نهر هدسون -أول مدرسة أمريكية شهيرة للرسم في عام 1820. ابتكر توماس كول الحركة التي ضمت ألبرت بيرشتات وفريتز إدوين تشيرش وتوماس دوغاتي وعدة فنانين آخرين. وكما هو الحال مع الموسيقى والأدب، تأجل هذا التطور حتى أدرك الفنانون أن العالم الجديد يقدم المواضيع الفريدة بنفسه؛ فأدى التوسع الغربي للمستوطنات في هذه الحالة إلى جذب انتباه الرسامين إلى الجمال غير المتناهي للمناظر الطبيعية الحدودية.
أثرت رؤية وبساطة رسامي مدرسة نهر هدسون على فنانين لاحقين، مثل: جون فريدريك كينسيت ولومنيست؛ بالإضافة إلى جورج إنس وألبرت بينكهام رايدر ورالف ألبرت بلاكيلوك ووينسلو هومر (1836-1910)، الذين صوروا الريف الأمريكي - البحر والجبال والأشخاص الذين عاشوا بالقرب منها.
كان رسام المناظر الطبيعية روبرت س. دنكانسون في مدرسة نهر هدسون من أوائل الرسامين الأمريكيين من أصل أفريقي. وكان جون جيمس أودوبون، عالم الطيور الذي وثقت لوحاته أنواع الطيور، أحد أهم فناني الطبيعة في بدايات الولايات المتحدة.